# Azerové
Azerové neboli Ázerbájdžánci (ázerbájdžánsky Azərbaycanlılar/آذربایجانلیلار, Azәrilәr, rusky Азербайджа́нцы, persky ترک آذربایجانی‎) jsou turkický národ žijící především v Ázerbájdžánu, Gruzii, severozápadním Íránu a roztroušeně po celém bývalém SSSR.
Ázerbájdžánci mluví ázerbájdžánsky a mísí se v nich turecké, íránské (především médské) a kavkazské kořeny. Většina Ázerbájdžánců (především v Íránu) je šíitského vyznání islámu; sunnitská menšina žije převážně na severu Ázerbájdžánu.

## Osobnosti
Nejslavnějším vědcem z Ázerbájdžánu je bezpochyby nositel Nobelovy ceny Lev Landau, který byl ale jen v Ázerbájdžánu narozen, nebyl Azer ale z židovské rodiny. V oblasti počítačové vědy, ale i matematiky se prosadil autor konceptu „fuzzy vědy“ Lotfi Zadeh. V období Sovětského svazu ovlivnil vývoj raketové techniky Kerim Kerimov. Ázerbájdžánci považují za Azera i perského učence Naṣīr al-Dīn al-Ṭūsīho.
Nejvýznamnějším představitelem humanitních a sociálních věd je politolog a analytik Svobodné Evropy Mirza Khazar, jenž rovněž proslul novým překladem Bible do ázerbájdžánštiny.
Ázerbájdžánci mají silnou hudební tradici. Nejproslulejším skladatelem vážné hudby je Uzeir Hadžibekov. V jeho stopách šli Fikret Amirov a Kara Karajev. Z Baku pocházel i slavný violoncellista a dirigent Mstislav Rostropovič, který byl jinak zcela ruského původu. V jazzu jsou světově nejproslulejšími Aziza Mustafa Zadehová a její otec Vagif Mustafazadeh. V oblasti populární hudby je světově nejznámějším Ázerbájdžáncem bezpochyby Muslim Magomajev. K dalším populárním zpěvákům patřili Aygün Kazımova či Rashid Behbudov. V Íránu se z Azerů prosadila v pop-music nejvíce zpěvačka Googoosh, v Británii to je Sami Yusuf.
Největší osobností ázerbájdžánské literatury, navíc osobností zakladatelskou, byl středověký básník Muhammad Füzuli. Ze středověkých turkických básníků, které lze aspoň částečně považovat za Azery, lze jmenovat též Imadaddina Nasimiho, Mirzu Shafi Vazeha, do jisté míry lze za azerského autora považovat i prvního perského šáha Ismá‘íla I. Azerové za národního básníka považují i Peršana Nizámí Gandžavího. V 18. století se nejen jako básník, ale i jako politik prosadil Molla Panah Vagif. Z autorů 19. století lze jmenovat satirika Jalila Mammadguluzadeha. V sovětské éře vynikli Jusif Vazir Chamanzaminli (který vydal pod uměleckým jménem Kurban Said ve Vídni roku 1937 známý román Ali a Nino), Samad Vurgun či Anar. V současnosti budí emoce Akram Ajlisli. Z azerské menšiny v Íránu vzešel Mohammad-Hossein Shahriar.
Nejznámějším výtvarným umělcem je sochař Fuad Abdurahmanov, filmovým režisérem Rustam Ibragimbekov.
V politice sehrává roli národního hrdiny a symbolu raně středověký povstalec proti arabskému chalífátu Bábek. Zakladatelem první ázerbájdžánské republiky (která ovšem existovala jen dva roky, v období 1918–1920) a jejím prvním a jediným prezidentem byl Mammad Amin Rasulzade. Komunistický režim a připojení k Sovětskému svazu má naopak na triku zejména Nariman Narimanov. Prezidenty samostatného Ázerbájdžánu po roce 1991 byli Ajaz Mutalibov, Abulfaz Elčibej, Hejdar Alijev a Ilham Alijev. Výraznou roli ve vývoji postsovětského politického systému sehrál též premiér Artur Rasizada. K jeho známým disidentům patří Chadídža Ismailová.
Hazi Aslanov se prosadil v řadách Rudé armády za druhé světové války. První ženskou pilotkou na Kavkaze a středním východě byla Lejla Mammadbejová. Nejznámějším ázerbájdžánským byznysmanem je Vagit Alekperov, prezident firmy LUKOIL.
Ve sportu se Azerové mohou pochlubit slavnou zápasnickou školou. Zlatou olympijskou medaili v zápase získali Šarif Šarifov, Togrul Asgarov, Namig Abdullajev a Farid Mansurov. Rovšan Bajramov má dvě stříbra. Také judo si Kavkazané dobře osvojili, olympijské zlato v této disciplíně mají Elnur Mammadli a Nazim Husejnov. Pro samostatný Ázerbájdžán vybojovala zlatou olympijskou medaili i střelkyně Zemfira Meftəkhətddinova. Azer Hossein Rezazadeh má dvě olympijská zlata ve vzpírání, ovšem vybojovaná v íránské reprezentaci, stejně je na tom teakwondista Hadi Saei. Volejbalistka Inna Ryskalová má také dvě olympijská zlata, ale z časů Sovětského svazu. Ve fotbalové reprezentaci SSSR se nejvíce prosadil Anatolij Baniševskij, držitel stříbra z mistrovství Evropy roku 1972. Ali Daeí vytvořil v dresu Íránu rekord v počtu branek vstřelených za národní mužstvo. Fotbalový rozhodčí Tofik Bachramov sehrál slavnou roli při finále mistrovství světa roku 1966. Nejznámějším ázerbájdžánským basketbalistou je Jaycee Carroll, vítěz euroligy. Slavnou šachovou školu reprezentují Šachrijar Mamedjarov, Tejmur Radžabov či Vugar Gašimov. V Baku se narodil i legendární šachista Garri Kasparov, který je ale arménsko-židovského původu.

## Fotogalerie

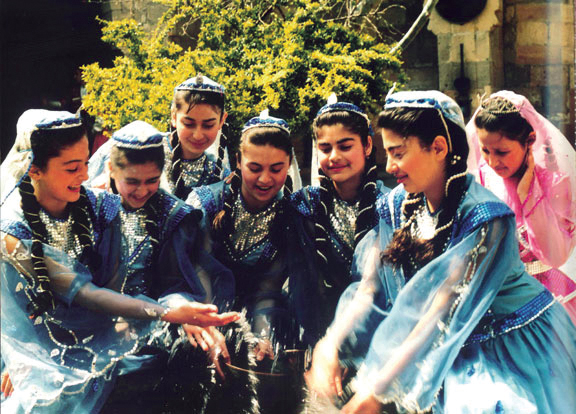
Ázerbájdžánské dívky při národním tanci
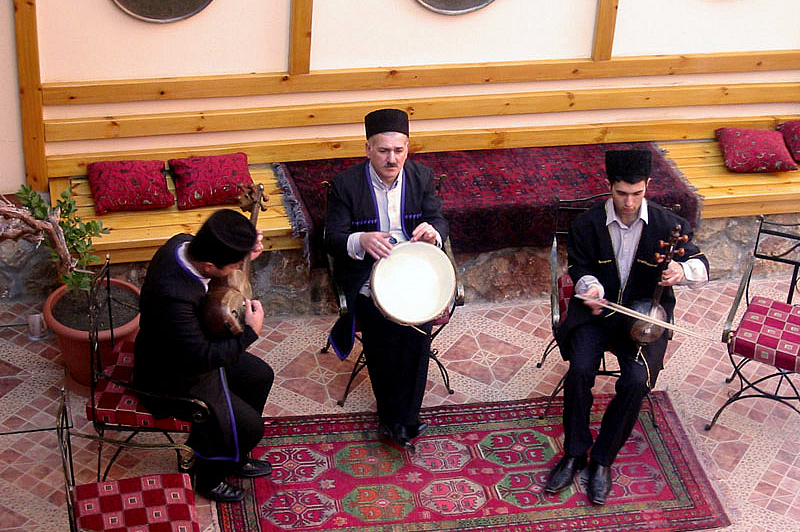
Představení ázerbájdžánských hudebníků
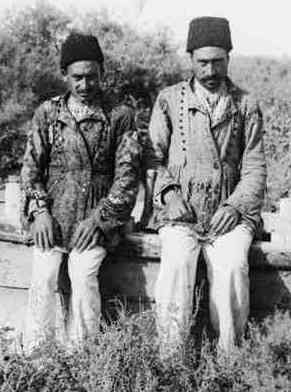
Dva Azerové na začátku 20. století
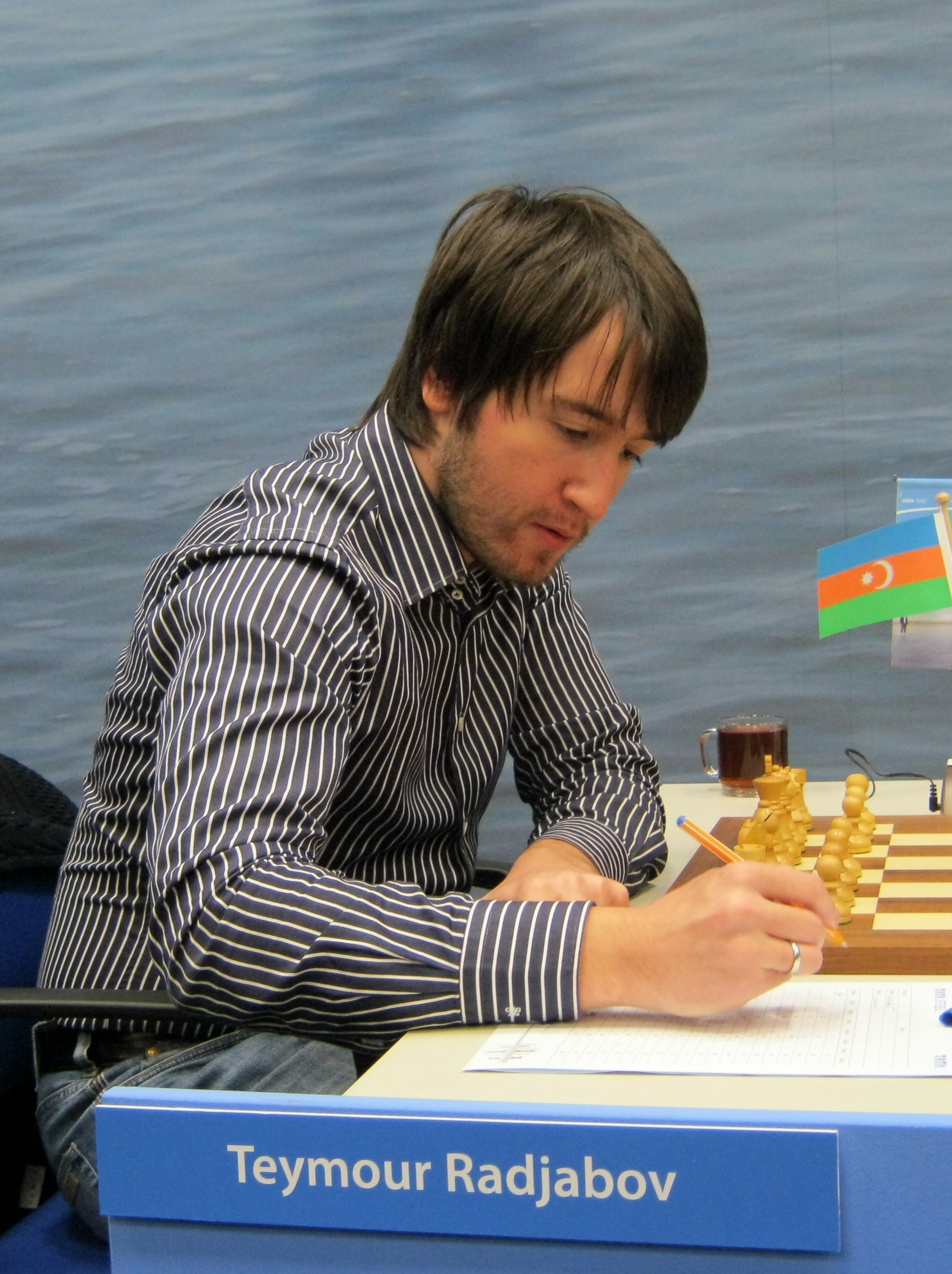
Mistr v šachu Tejmur Radžabov
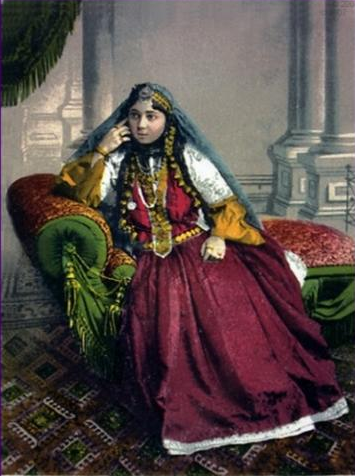
Ázerbájdžánská dívka v tradičním oblečení v roce 1900
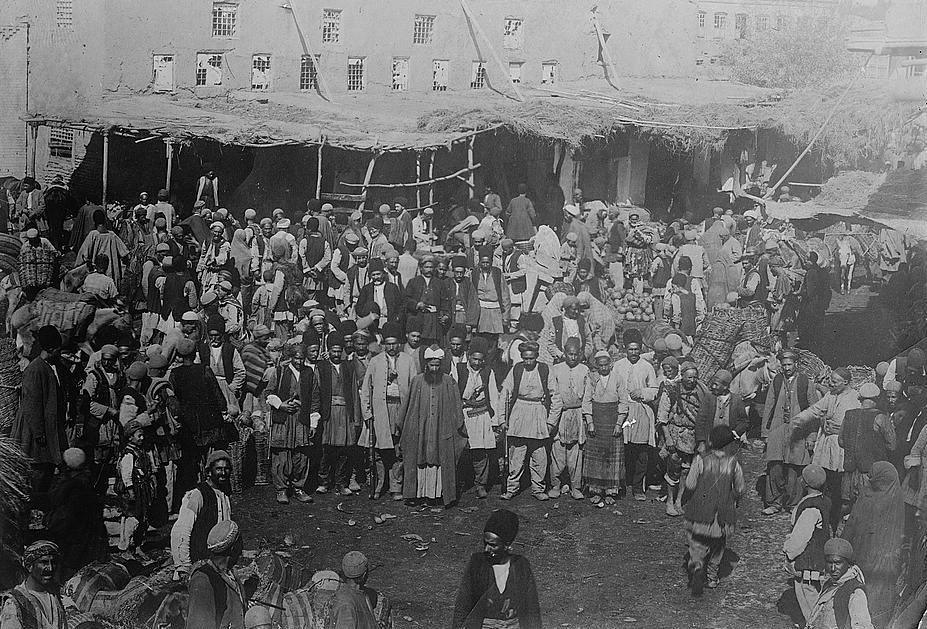
Azerský ovocný trh v Persii